# St. Pauli-Landungsbrücken

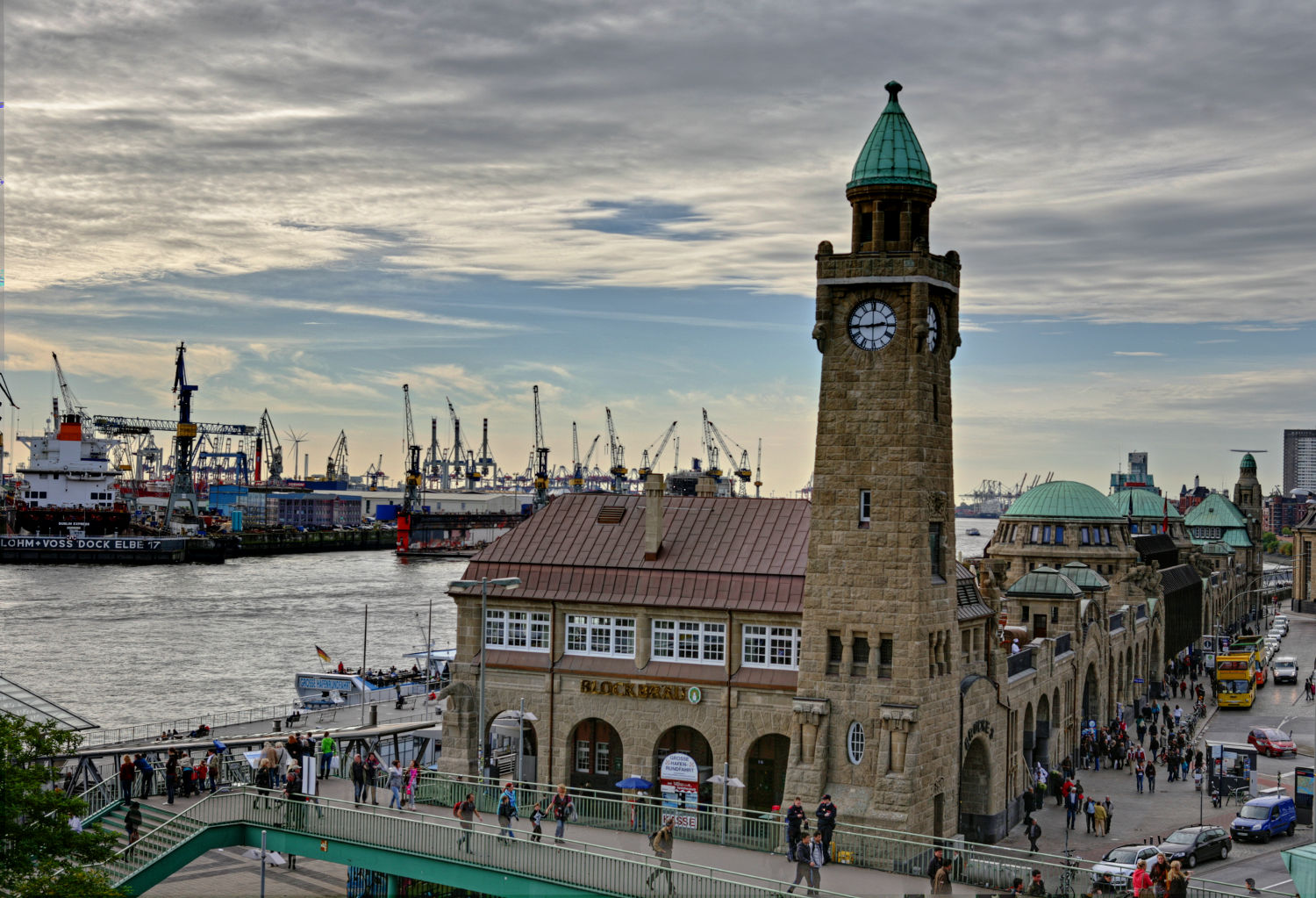
Amburgo (Germania): i St. Pauli-Landungsbrücken

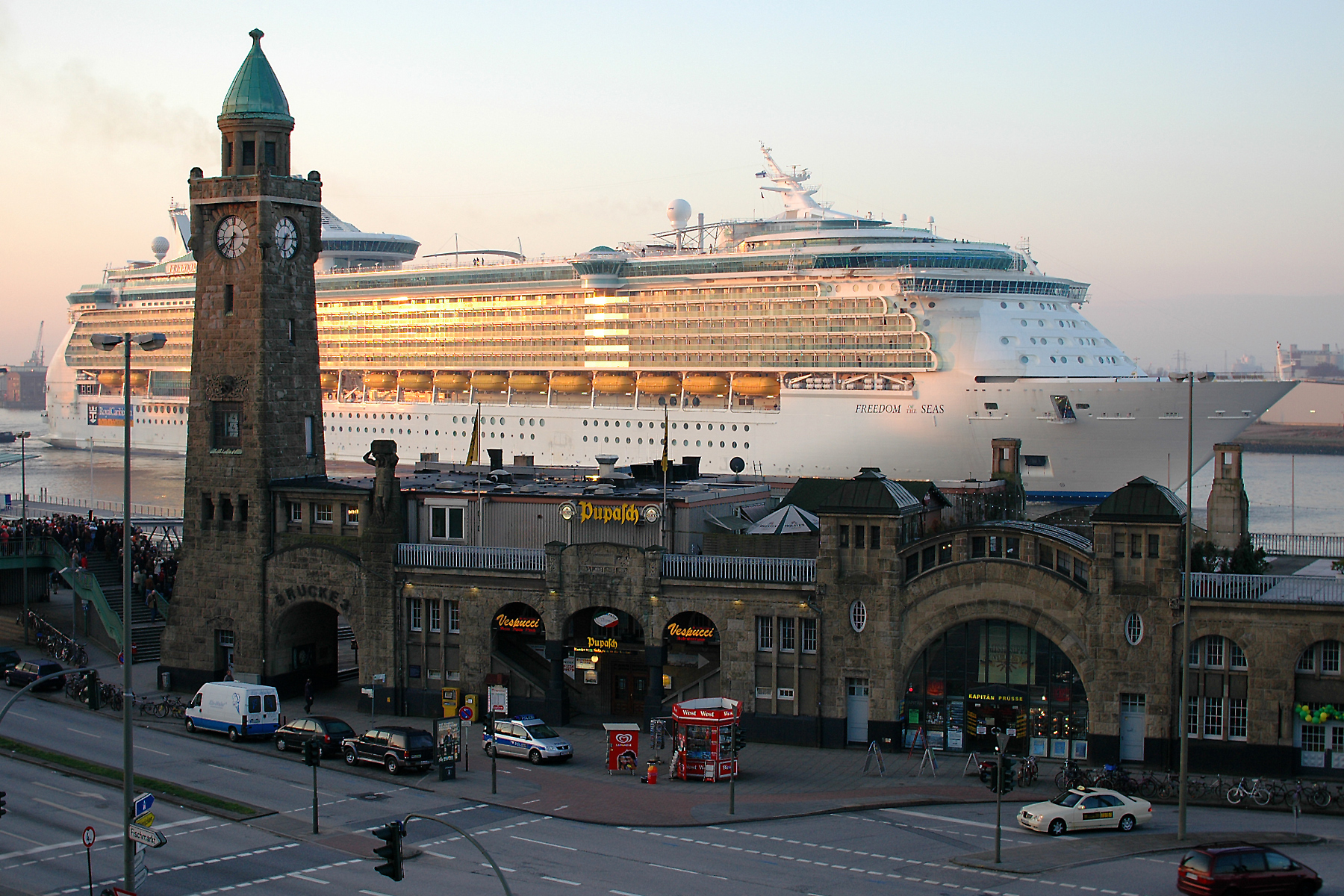
L'edificio principale dei St. Pauli-Landungsbrücken

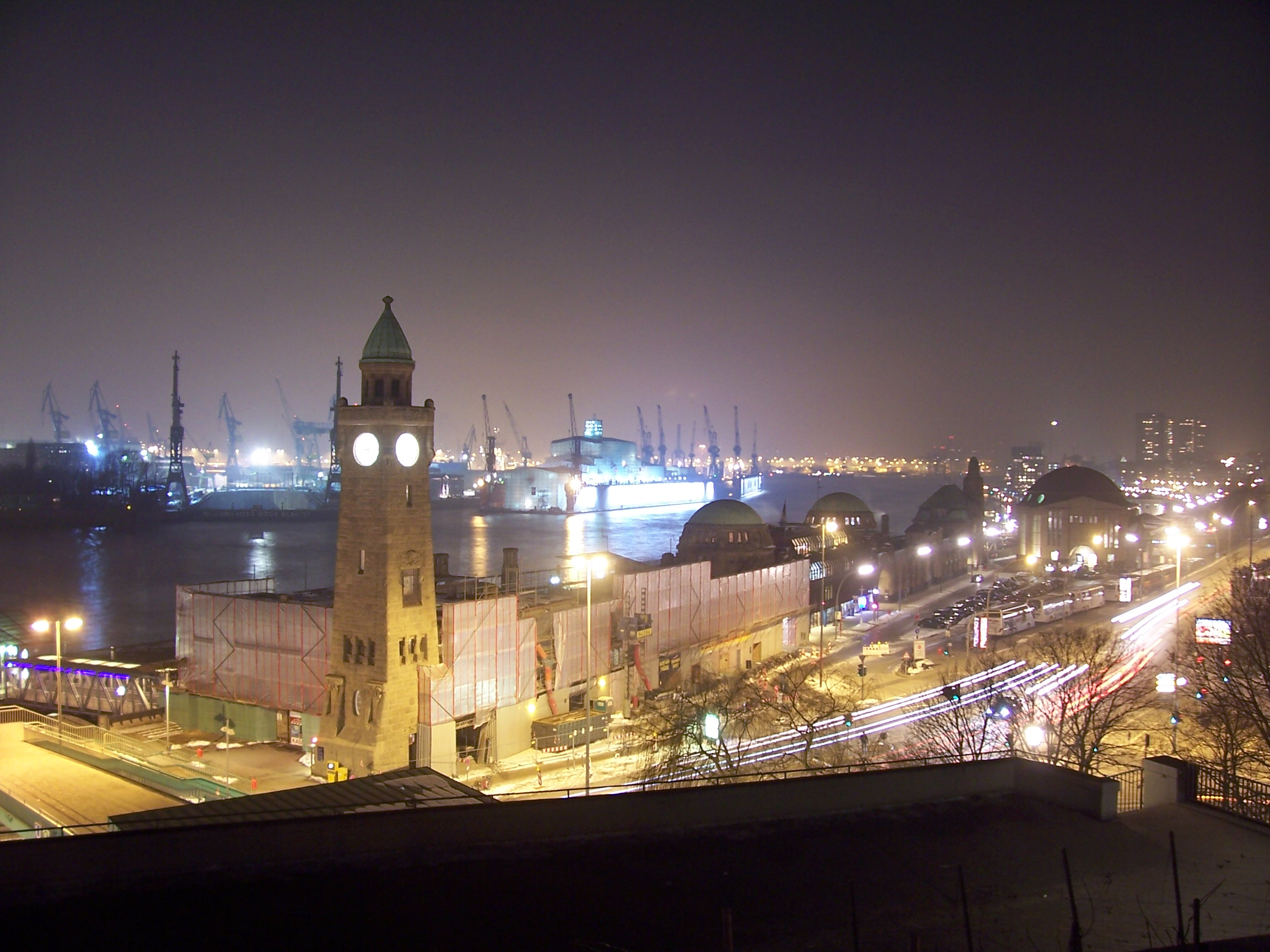
Immagine in notturna dei St. Pauli-Landungsbrücken

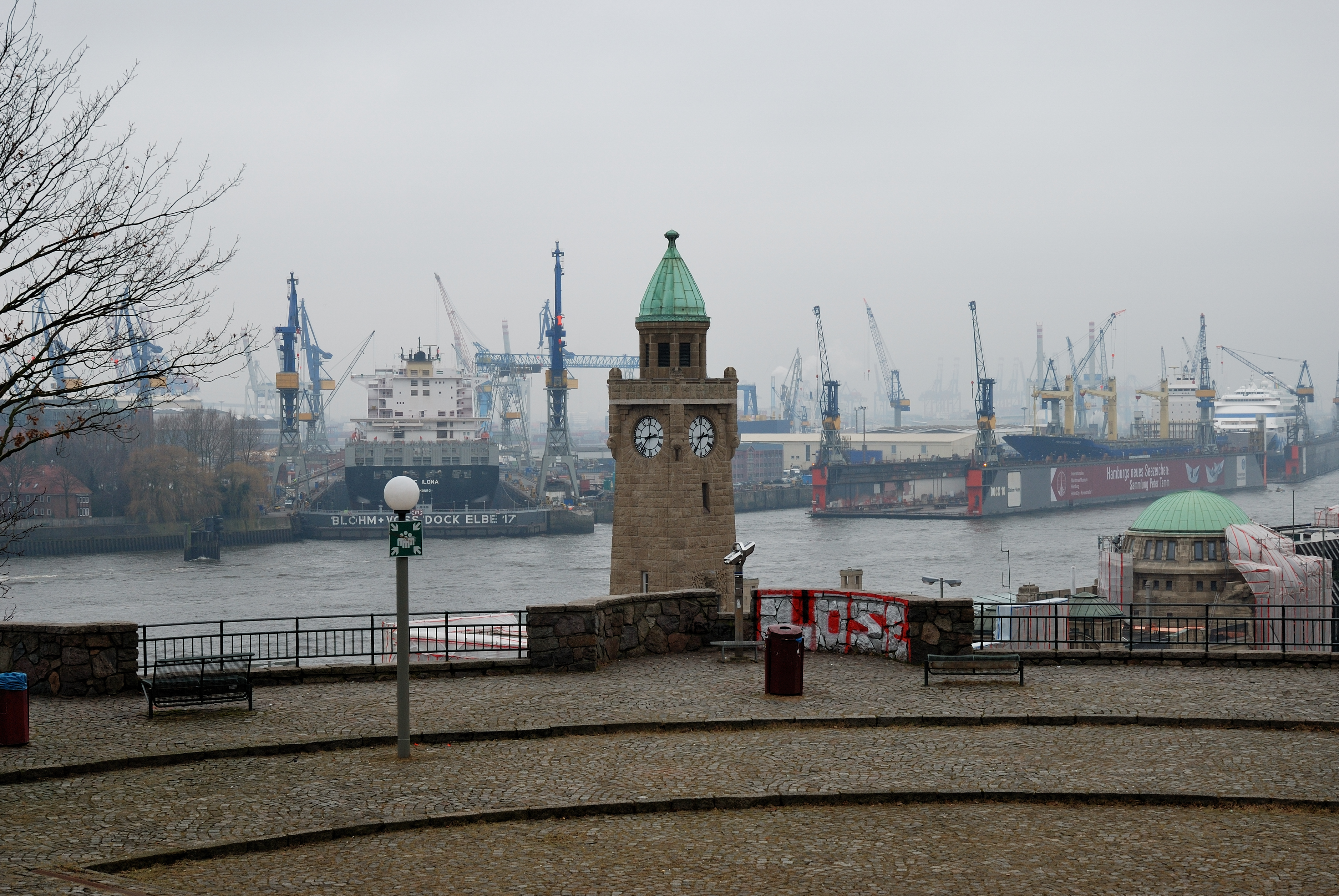
Una punto panoramico dei St. Pauli-Landungsbrücken

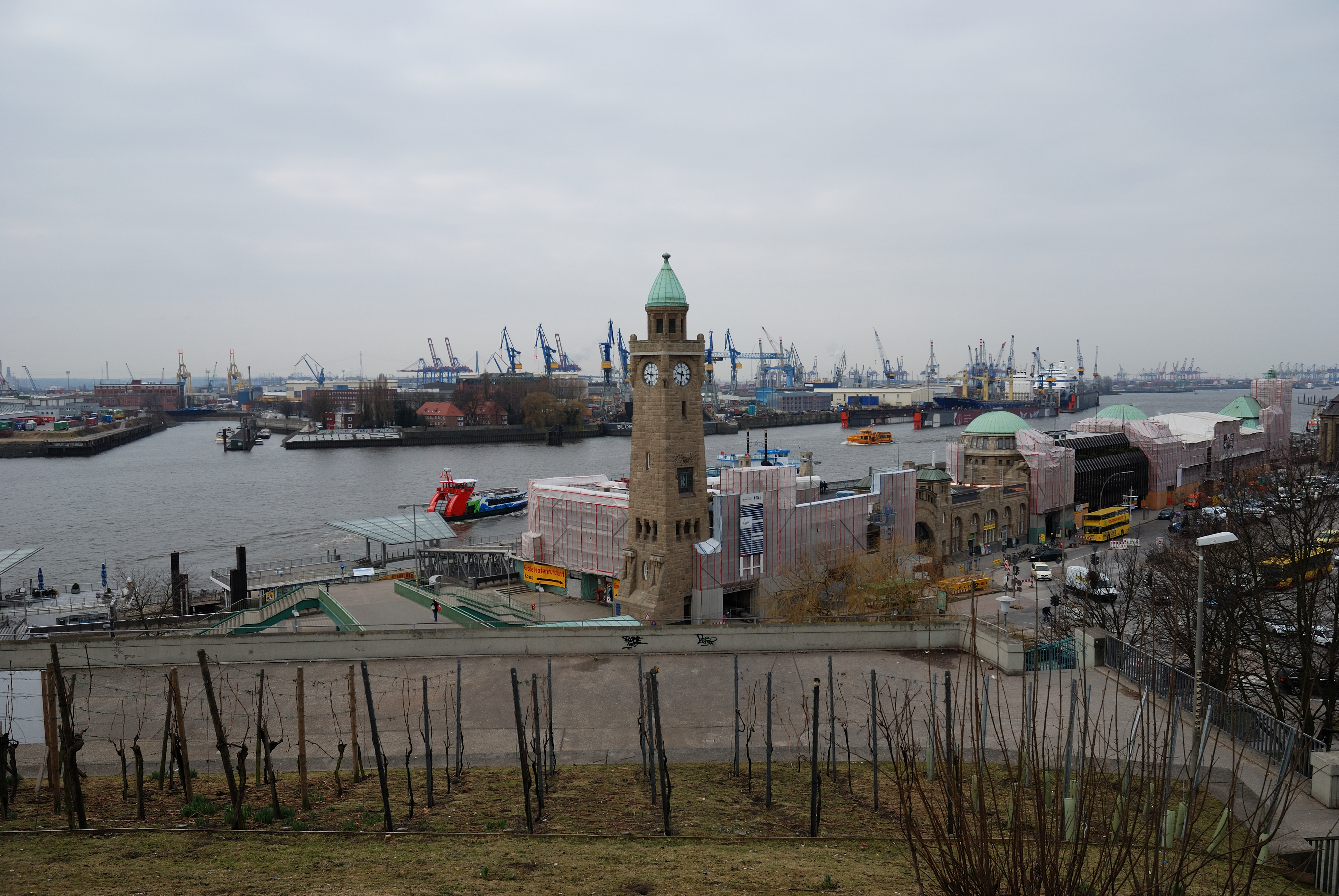
Veduta dall'alto dei St. Pauli-Landungsbrücken in ristrutturazione

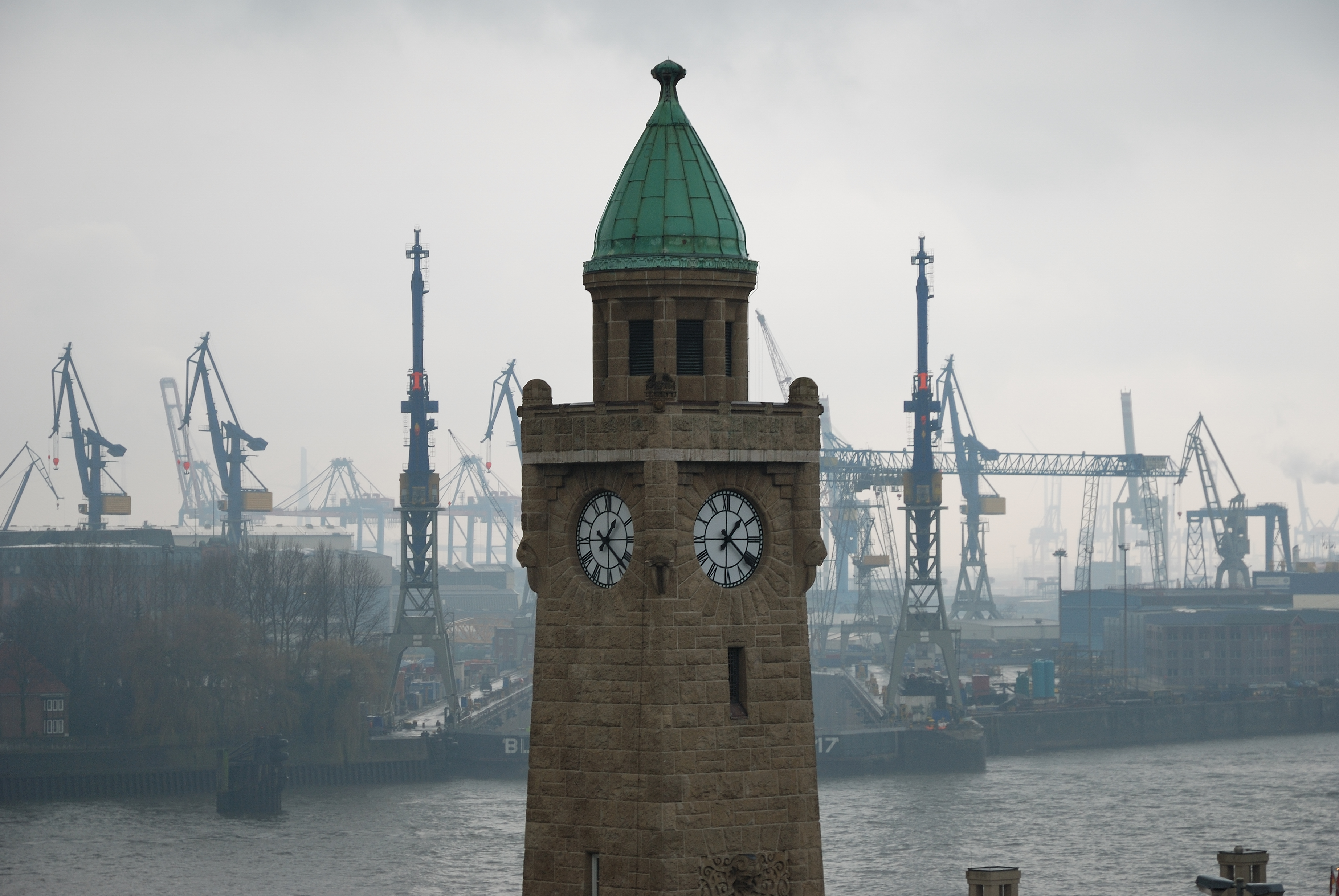
La torre principale dell'edificio in tufo che costituisce il punto di accoglienza dei passeggeri nei St. Pauli-Landungsbrücken

I St. Pauli-Landungsbrücken ("Pontili/Embarcaderi di St. Pauli") sono una parte del porto di Amburgo, realizzata nel quartiere di St. Pauli (distretto di Hamburg-Mitte) a partire dal 1839 ed ampliata tra il 1907 e il 1909 e tra il 1953 e il 1955..
Un tempo vi salpavano i transatlantici e - fino al 1991 - i traghetti diretti in Gran Bretagna. Ora i St. Pauli-Landungsbrücken sono invece il punto di partenza per i battelli che effettuano i giri turistici del porto.

## Ubicazione
I St.Pauli-Landungsbrücken si trovano lungo la St.-Pauli-Hafenstraße e la Johannisbollwerk, nei pressi del Fischmarkt, il mercato del pesce, e l'Alter Elbtunnel, il vecchio tunnel sotto il fiume Elba, e a sud della Hans-Albers-Platz, della Spielbudenplatz e della via a luci rosse Reeperbahn.

## Caratteristiche
Complessivamente, i pontili di St. Pauli hanno una lunghezza di 700 m.
Lungo i punti d'attracco per i pontoni dei St. Pauli-Landungsbrücken, si trovano ristoranti, bistrot, negozi di souvenir, ecc.
|  |

Simbolo dei St. Pauli-Landungsbrücken è l'edificio, punto di accoglienza dei passeggeri, realizzato in tufo tra il 1907 e il 1909: l'edificio, della lunghezza di 200 m, si caratterizza per le sue due torri angolari e per le sue cupole.
Di fronte ai St. Pauli-Landungsbrücken, sono stabilmente ancorate due navi-museo, il veliero Rickmer Rickmers e il mercantile Cap San Diego..

## Storia
I primi punti d'attracco per i pontoni dei Landungsbrücken furono realizzati nel 1839 e dovevano servire come punto per il carico del carbone sulle navi a vapore.
Tra il 1907 e il 1909, fu realizzato l'edificio per l'accoglienza dei passeggeri..
I Landungsbrücken furono seriamenti danneggiati durante la seconda guerra mondiale.

In seguito, tra il 1953 e il 1955, furono approntati degli ampliamenti..

## I St. Pauli-Landungsbrücken nella cultura di massa

### Musica
I St. Pauli-Landungsbrücken sono citati in un brano musicale della band Kettcar

### Cinema e fiction
- I St. Pauli-Landungsbrücken hanno ispirato la serie televisiva omonima del 1979-1982.[10]